# إيفان رودريغيز (لاعب كرة قدم)
إيفان رودريغيز (بالإسبانية: Iván Rodríguez del Pozo)‏ هو لاعب كرة قدم إسباني في مركز الدفاع، ولد في 30 أبريل 1996 في ألاميدا في إسبانيا. لعب مع نادي مالقا.

## وصلات خارجية
- إيفان رودريغيز على موقع قاعدة بيانات كرة القدم.إي يو (الإنجليزية)
- إيفان رودريغيز على موقع Soccerway.com (الإنجليزية)
- إيفان رودريغيز على موقع AS.com (الإسبانية)